# Tyler Caldwell
Tyler John Caldwell (ur. 20 lutego 1989) – amerykański zapaśnik w stylu wolnym. Złoty medalista mistrzostw panamerykańskich w 2015 i akademickich MŚ w 2014 roku.
Zawodnik Goddard High School z Goddard, University of Oklahoma i Oklahoma State University. Cztery razy All-American (2010–2014) w NCAA Division I; drugi w 2011 i 2014; trzeci w 2013; piąty w 2010 roku.